# Jan Franciszek Konopka
Jan Franciszek Stanisław Konopka, baron (ur. 2 grudnia 1855 w Tarnowie, zm. 13 grudnia 1948 w Krakowie), działacz społeczno-polityczny. 

## Życiorys

Herb Nowina (Złotogoleńczyk)

Należał do zamożnej, patriotycznej rodziny ziemiańskiej, pieczętującej się herbem Nowina. Pradziad Jana Franciszka Stanisława, Jan Konopka (1732–1804), uzyskał w 1791 roku tytuł barona. Ojciec, Leon Karol Marcin (1801–1880), i stryj (Prosper) walczyli jako oficerowie w  powstaniu listopadowym. Jego matką była Ewa Anna Antonina Wojciechowska (1826–1909).
Jan Franciszek urodził się 2 grudnia 1855 roku w Tarnowie. W dzieciństwie był chorowity. Początkowo uczył się prywatnie. Egzaminy zdawał jako eksternista w gimnazjum tarnowskim (zob. historia szkoły realnej w Tarnowie), a następnie w Gimnazjum Św. Anny  w Krakowie. Naukę przerwał z powodu konieczności wyjazdu na kurację do Merano. Po powrocie kształcił się prywatnie. 
Po ojcu i stryju odziedziczył dobra majątkowe: Gorzyce, Diament, Breń, Olesno, Wietrzychowice. Zajmował się ich administracją. Wprowadzał nowoczesne maszyny rolnicze i inne techniki uprawy, prowadził hodowlę koni rasy małopolskiej i pierwszą w powiecie pieczarkarnię. Opublikował broszurę pt. Regulacja Nowego Brnia, Tarnów 1890). Kochał polowania. W Brniu gościł artystów, m.in. przyjaciela, Jacka Malczewskiego, który w 1903 roku wykonał jego portret, zaliczany do najlepszych dzieł malarza. Brał udział w życiu społeczno-politycznym kraju.
W 1879 roku poślubił Annę Krystynę Bobrowską, córkę Wincentego Ignacego Bobrowskiego, polskiego dramatopisarza. Małżeństwo miało troje dzieci: Jadwigę (ur. 1880), Feliksa (ur. 1888) i Jana (ur. 1889). Córka wyszła za mąż za czeskiego ziemianina, dowódcę 1 Galicyjskego Pułku Ułanów (płk. Carl Dlauhovesky v. Langendorf, baron). Feliks został pisarzem a Jan – inżynierem-agronomem.  
W 1920 roku Jan Konopka podjął decyzję o podziale majątku między potomków: Feliks odziedziczył dobra Breń, w tym: gospodarstwo w Brniu, folwark Ulinów/Julinów (Dąbrówki Breńskie), las w Podborzu, dwór w Breniu z ogrodem francuskim i parkiem angielskim (zob. Breń – historia), stawy i młyn. Jan otrzymał Olesno, z dworem Owczarnia, a Jadwiga – Wietrzychowice. 
Majątek został po II wojnie światowej odebrany właścicielom, którzy zamieszkali w swojej kamienicy w Krakowie. Jan Franciszek Konopka zmarł tamże 13 grudnia 1948 roku. Został pochowany na cmentarzu Rakowickim.

## Działalność społeczno-polityczna
Jan Konopka zajmował różne stanowiska w urzędach państwowych i samorządowych oraz pełnił funkcje społeczne. Był m.in.:
- wiceprezesem i prezesem Rady Powiatowej w Dąbrowie Tarnowskiej (1880–1897)
- współzałożycielem Związku Ziemian we Lwowie (zob. Wyższe Kursy Ziemiańskie we Lwowie, zw. „Kursy Turnaua”).
- jednym z inicjatorów utworzenia konserwatywnego Stronnictwa Prawicy Narodowej (1907)
- działaczem Towarzystwa Rolniczego i Towarzystwa Kredytowego Ziemskiego
- posłem z obwodu tarnowskiego na Sejm Galicyjski (1908–1914, IX i X kadencja Sejmu Krajowego Galicji)

W Sejmie starał się o budowę kolei Tarnów–Szczucin (starania były skuteczne; zob. Linia kolejowa nr 115). Był prezesem Klubu Konserwatywnego. Wygłaszał mowy poselskie w sprawach budżetu 1 i 2 marca 1914). Wspierał Michała Bobrzyńskiego w zabiegach o sejmową reformę wyborczą. W grudniu 1916 roku został mianowany komisarzem rządowym przy Tymczasowej Radzie Stanu (decyzja władz austriackich, zgodna z sugestiami M. Bobrzyńskiego i Leona Bilińskiego).

## Działalność artystyczna
Jan Konopka był zainteresowany malarstwem i grafiką. Pozostawił wiele szkiców i rysunków oraz napisał rozprawę heraldyczną pt. O polskich herbach złożonych, opublikowaną w Miesięczniku Heraldycznym (Lwów 1912). Był też uzdolniony muzycznie. Komponował sonaty, mazurki, pieśni kościelne (zob. A cappella) oraz marsze i pieśni dla Wojska Polskiego. Niektóre z utworów są przechowywane w Bibliotece Jagiellońskiej.